# Darrell Armstrong
Darrell Eugene Armstrong (* 22. Juni 1968 in Gastonia, North Carolina) ist ein ehemaliger US-amerikanischer Basketballspieler, der von 1995 bis 2008 in der NBA aktiv war.

## Karriere

### Als Spieler
Armstrong wurde im NBA-Draft 1991 von keiner Mannschaft ausgewählt und spielte zunächst bei unterklassigen Basketballteams in den USA sowie in Zypern und Spanien. Er unterzeichnete seinen ersten NBA-Vertrag 1995 bei den Orlando Magic. In neun Jahren in Orlando verzeichnete die Mannschaft mit Armstrong nie eine negative Saisonbilanz. 1999 gelang Armstrong das Kunststück, den NBA Most Improved Player Award, als meistverbesserter Spieler der Saison und den NBA Sixth Man of the Year Award, als bester Bankspieler der Saison, zu gewinnen. 2003 unterschrieb Armstrong bei den New Orleans Hornets. Im Dezember 2004 wurde er von dort zu den Dallas Mavericks für Dan Dickau getauscht. Nach der Rolle als Finalist in den NBA-Finals 2006 mit den Mavericks wurde er im Austausch für Anthony Johnson zu den Indiana Pacers geschickt.

### Als Trainer
Nach dem Ende seiner Spielerkarriere wurde Armstrong Assistenztrainer der Dallas Mavericks. Mit diesen gewann er 2011 die NBA-Meisterschaft.

## Auszeichnungen
- NBA Most Improved Player Award 1999
- NBA Sixth Man of the Year Award 1999